# روابط ایران و قرقیزستان
روابط ایران و قرقیزستان (انگلیسی: Iran–Kyrgyzstan relations) روابط خارجی و دیپلماتیک بین دو کشور می‌باشد. روابط دو جانبه بین ایران و قرقیزستان تقریباً هم سطح و آرام می‌باشد.

## تاریخچه
بعد از استقلال قرقیزستان از جمهوری سابق شوروی، ایران جزو نخستین کشورهایی بود که استقلال این کشور را در ۱۶ دسامبر ۱۹۹۱ برسمیت شناخت. با توجه به قرار گرفتن قرقیزستان در آسیای مرکزی و وجود مشترکات تاریخی و فرهنگی به دلیل عبور جاده ابریشم از هر دو کشور در گذشته، این کشور برای ایران حائز اهمیت می‌باشد.

## روابط سیاسی
در سال ۱۳۹۲ رئیس‌جمهور ایران، حسن روحانی برای شرکت در نشست سران شانگهای به این کشور سفر کرده و با الماس‌بیگ آتامبایف رئیس‌جمهور وقت قرقیزستان دیدار کرد.
در شهریور سال ۱۳۹۴ رئیس‌جمهور قرقیزستان آتامبایف، به همراه یک هیئت عالیرتبه به ایران سفر کرد و با رئیس‌جمهور ایران دیدار کرد. در این سفر ۶ سند همکاری‌های اقتصادی و سیاسی و مبارزه با مواد مخدر بین دو کشور به امضا رسید.در این سفر آتامبایف با علی خامنه‌ای دیدار و گفتگو کرد.
در دی ماه ۱۳۹۵ رئیس‌جمهور ایران، حسن روحانی به همراه یک هیئت عالیرتبه به قرقیزستان سفر کردند و با رئیس‌جمهور قرقیزستان دیدار کرد. در دیدارهای هیئت ایرانی با مقامات قرقیزستان بر روی گسترش روابط اقتصادی و فرهنگی توافقاتی صورت گرفت و هر دو طرف بر روی لغو ویزا به عنوان یک سیاست تأکید کردند.
دو کشور در سال 2016، نقشه راه همکاری های 10 ساله دوجانبه خود را منتشر کردند.
در بهمن سال ۱۳۹۵ سفیر جدید قرقیزستان آوازبیک عبدالرزاق اف استوارنامه خود را تقدیم رئیس‌جمهور ایران حسن روحانی کرد. روحانی در این دیدار گفت که روابط و همکاری‌های ایران و قرقیزستان به نفع دو ملت و منطقه است.
در اواخر فرودین ۱۳۹۶ وزیر خارجه وقت ایران محمدجواد ظریف به همراه یک هیئت بلندپایه سیاسی در یک سفر منطقه‌ای از قرقیزستان نیز دیدار کرد. در این سفر، ظریف با آتامبایف، رئیس‌جمهور، عبدالدایف وزیر خارجه و سورونیای بکوف نخست‌وزیر این کشور دیدار داشت.
در سال ۱۳۹۶ رئیس مجلس قرقیزستان به تهران سفر کرد و در این دیدار با وزیر امور خارجه ایران محمد جواد ظریف دیدار و گفتگو کرد. ظریف در این دیدار گفت که قرقیزستان از دوستان خوب ایران است و دو کشور روابط خوبی دارند.

## روابط اقتصادی
قرقیزستان از لحاظ کشاورزی، دامپروری، معادن زیرزمینی و منابع آبی غنی می‌باشد. در مقابل در سایر بخش‌ها مانند صنعت و خدمات فنی مهندسی و کالاهای مصرفی واردکننده است، این ویژگی‌ها زمینهٔ مناسبی را برای ایران فراهم می‌کند تا در زمینه‌های مختلف دست به سرمایه‌گذاری‌های مشترک در این کشور بزند. تا کنون ۱۱ سند کمیسیون مشترک همکاری اقتصادی بین ایران و قرقیزستان به امضا رسیده‌است. حجم روابط تجاری ایران و قرقیزستان در سال ۱۳۹۵ حدود ۲۴ میلیون دلار بود که نسبت به ظرفیت‌های دو کشور بسیار پایین می‌باشد.
ایران بیشتر پوشاک، آجیل، رنگ و مصالح اولیهٔ کف‌سازی به قرقیزستان صادر می‌کند و گوشت، حبوبات و آهن‌آلات از قرقیزستان وارد می‌کند. ۱۸۰ واحد صنعتی در حال حاضر در قرقیزستان در حال کار است. بر اساس گزارش وزارت دارایی ایران، بر اساس قرارداد تجاری ترجیحی امضا شده می‌تواند به توافقنامهٔ تجارت آزاد بین دو کشور تغییر پیدا کند.
دو کشور توافقنامهٔ همکاری در زمینه‌های تجارت، گمرک، حمل‌ونقل و روابط اقتصادی امضا کرده‌اند. ایران و قرقیزستان در زمینه‌های آموزشی، فرهنگی، سفر، سرمایه‌گذاری، جنگ با قاچاق و جنایت به‌طور عام رابطه دارند.
دو کشور روابط تجاری در زمینهٔ کشاورزی و کالاهای اساسی دارند. در سال ۲۰۰۸، ایران به قرقیزستان قول ۲۰۰ میلیون یورو برای اجرای پروژه‌های اقتصادی داد. شرکت‌های ایرانی در ساختن بزرگراه وصل بیشک به اوش شرکت دارند. ایران و قرقیزستان امیدوارند که سالانه تجارت خود را به ۱۰۰ میلیون دلار برسانند.
در ژوئیهٔ سال ۲۰۱۲ در گفتگویی که آکیابک زاپاروف در بازدید از ایران داشت، ایران اظهار داشته‌است که قصد دارد بیش از ۱ میلیارد دلار در پروژه‌های کوتاه مدت و ۱۰ میلیارد دلار در پروژه‌های دراز مدت در قرقیزستان سرمایه‌گذاری بکند.